# Аррас
Арра́с (фр. Arras [aʁɑːs], пикард. Aro, ист. нидерл. Atrecht) — главный город французского департамента Па-де-Кале и бывшей провинции Артуа. Находится в регионе О-де-Франс, округ Аррас.
Население (2018) — 41 555 человек.

## География
Аррас расположен в 45 км от Лилля и в 160 км от Парижа, в месте впадения речки Креншон в судоходную в этом месте реку Скарп (фр.), приток Эско (Шельды). В 7 км от города проходят автомагистрали А1 «Нор» и А26 «Англия». В центре города находится железнодорожная станция Аррас линии Париж-Лилль; от нее также начинаются местные линии Аррас-Дюнкерк и Аррас–Сен-Поль-сюр-Тернуаз..

## История
Неметоценна (Nemetocenna) в древности был главным городом атребатов в бельгийской Галлии, позднее назывался Atrebati. Неметоценна занимала уже видное место во времена Цезаря, который располагался здесь на зимних квартирах. Аттила разрушил его в 451 году, а норманны — в 880 году. Вместе с графством Артуа город достался герцогам бургундским, которые имели здесь блестящий двор. После смерти Карла Смелого в 1477 году Аррас был захвачен войсками французского короля Людовика XI и разорён. После вспыхнувшего восстания король велел разрушить городские стены и переименовать город во Франшиз (фр. Franchise). В 1482 году в Аррасе был заключён договор между Людовиком XI и эрцгерцогом Австрии Максимилианом, завершивший войну за бургундское наследство и закрепивший Артуа за Францией. В 1493 году готовящийся к войне с Неаполем Карл VIII передал город Габсбургам в числе прочих оспариваемых ими территорий.
Аррас оставался владением Габсбургов до тех пор, пока не занял его Людовик XIII в 1640 году, после продолжительной осады. Попытка завладеть городом, сделанная испанцами во время мятежа принца Конде в 1654 году, не удалась вследствие победы Тюренна 24 августа. По Пиренейскому миру 1659 года Аррас остался за Францией. Знаменитые «Линии Арраса» по направлению к Бушени на Шельде Мальборо перешёл 5 августа 1711 года.
9 мая 1915 года недалеко от города состоялась первая битва при Аррасе с участием роты «Наздар» („Nazdar“ — Чехословацкие легионы) во Франции. 
Во время Первой и Второй мировых войн вблизи Арраса произошли две кровопролитные битвы: в 1917 и 1940 годах.

## Достопримечательности
Цитадель Арраса возведена Вобаном в 1668-1672 годах.
В центре города находятся две крупных площади — Большая площадь (Grande Place) и Площадь героев (Place des Héros). Их окружают здания, в основном восстановленные после разрушений Первой мировой войны. Наиболее примечательными зданиями является ратуша в готическом стиле, выстроенная около 1510 года, — одна из красивейших в Северной Франции, с беффруа — четырёхугольной башней, возведённой в 1554 году, высотой в 75 м и украшенной на вершине герцогской короной, на которой стоит огромный лев.
В 1755 году Контан де Иври разработал проект нового римско-католического собора (вместо разрушенного средневекового). В годы революции и этот собор был разрушен, но восстановлен в 1834 году по планам Контана де Иври. В настоящее время Кафедральный собор входит в комплекс зданий бывшего аббатства Святого Ведаста, в котором также располагаются семинария, музей изящных искусств и библиотека.
Два объекта в Аррасе включены в число памятников Всемирного наследия ЮНЕСКО. Это башня — беффруа (2005 год) в составе группы беффруа городов Франции и Бельгии и цитадель (2008 год) в составе группы укреплений Вобана.
Город сильно пострадал во время Первой мировой войны (он находился всего в десяти километрах от линии фронта).

## Экономика
В Аррасе находятся: Университет, Художественно-ремесленное училище, библиотека из 40000 томов и 1100 рукописей, естественно-научный кабинет, музей изящных искусств и ботанический сад. Наряду с фабричным производством кружев и трубок, город занимается производством растительных масел и свекловичного сахара и другими отраслями промышленности; ведёт также обширную торговлю, преимущественно зерновым хлебом, вином, маслом и углём. Город является важным туристическим центром.
Структура занятости населения:
- сельское хозяйство — 0,2 %
- промышленность — 6,9 %
- строительство — 2,7 %
- торговля, транспорт и сфера услуг — 39,0 %
- государственные и муниципальные службы — 51,2 %

Уровень безработицы (2017) — 21,2 % (Франция в целом — 13,4 %, департамент Па-де-Кале — 17,2 %). 

Среднегодовой доход на 1 человека, евро (2017) — 18 230 (Франция в целом — 21 110, департамент Па-де-Кале — 18 610).

## Демография
Динамика численности населения, чел.

## Администрация
Пост мэра Арраса с 2011 года занимает Фредерик Летюрк (Frédéric Leturque). На муниципальных выборах 2020 года возглавляемый им центристский список одержал победу в 1-м туре, получив 56,58 % голосов.
| Период | Период | Фамилия               | Партия                                                  | Примечания |
| ------ | ------ | --------------------- | ------------------------------------------------------- | --- |
| 1945   | 1975   | Ги Молле              | Французская секция Рабочего интернационала              | генеральный секретарь ФСРИ, президент Генерального совета департамента, депутат Национального собрания, премьер-министр Франции в 1956-1957 гг. |
| 1975   | 1995   | Леон Фату             | Социалистическая партия                                 | член Генерального совета департамента, депутат Европейского парламента, сенатор                                                                 |
| 1995   | 2011   | Жан-Мари Ванлеренберг | Демократическое движение, Союз демократов и независимых | депутат Европейского парламента, сенатор |
| 2011   |        | Фредерик Летюрк       | Центристы                                               | член Совета региона О-де-Франс |

## Города-побратимы
- Ауденарде, Бельгия
- Ипсвич,  Великобритания
- Хертен, Германия
- Дева, Румыния

## Уроженцы
В Аррасе родился Максимильен Робеспьер (1758-1794), один из лидеров Великой Французской революции. В городе на улице Робеспьера сохранился дом, где он родился и вырос; в доме открыт музей Робеспьера.  

## Галерея
- Вход в цитадель
- Площадь героев
- Гран-Плас
- Театр
- Фонтан Нептуна
- Кафедральный собор
- Музей изящных искусств Арраса